# Осовка (Емильчинский район)
Осо́вка (укр. Осівка) — село на Украине, основано в 1890 году, находится в Емильчинском районе Житомирской области.
Код КОАТУУ — 1821784401. Население по переписи 2001 года составляет 479 человек. Почтовый индекс — 11211. Телефонный код — 4149. Занимает площадь 1,8 км².

## Адрес местного совета
11211, Житомирская область, Емильчинский р-н, с.Осовка